# Lyseng Kirke
Lyseng Kirke er oprindelig opført i 1912-13 som Øster Kapel og tegnet af arkitekt A. Fritz. Øster Kapel blev ombygget og blev i 2010 indviet som den nuværende Lyseng Kirke som anneks-kirke, til kirkerne i Holme Sogn og Skåde Sogn.
Kirken er placeret direkte overfor den noget større frikirke, Saralystkirken.

## Eksterne kilder og henvisninger
- Lyseng Kirke hos KortTilKirken.dk

- Wikimedia Commons har flere filer relateret til Lyseng Kirke